# Kadaverösa förändringar
Kadaverösa förändringar är en medicinsk term (förkortad KF) på det tillstånd som en kropp uppnår när dess förruttnelse framskridit så långt att ett neutralt och vederhäftigt fastställande av dödsorsak och annat är svårt att genomföra, för att inte säga omöjligt. 
Termen används på inrättningar där man genomför obduktioner av olika slag, tex, på veterinärhögskolan i Uppsala, eller på en rättspatologisk klinik för avlidna människor.
I Sverige används följande kategorisering av "KF" för fåglar och däggdjur:
1. Färsk
2. God
3. Lätt kadaverös
4. Starkt kadaverös
5. Intorkad